# Senheim
Senheim là một đô thị thuộc huyện Cochem-Zell, bang Rheinland-Pfalz, Đức. Đô thị này có diện tích 12,58 ki-lô-mét vuông.